# NGC 3509
NGC 3509 = Arp 335 ist eine Spiralgalaxie vom Hubble-Typ SA(s)bc im Sternbild Löwe auf der Ekliptik. Sie ist schätzungsweise 339 Millionen Lichtjahre von der Milchstraße entfernt und hat einen Durchmesser von etwa 215.000 Lichtjahren. Halton Arp gliederte seinen Katalog ungewöhnlicher Galaxien nach rein morphologischen Kriterien in Gruppen. Diese Galaxie gehört zu der Klasse Verschiedene (Arp-Katalog).
Das Objekt wurde am 30. Dezember 1786 von dem Astronomem William Herschel mit seinem 18,7-Zoll-Teleskop entdeckt.

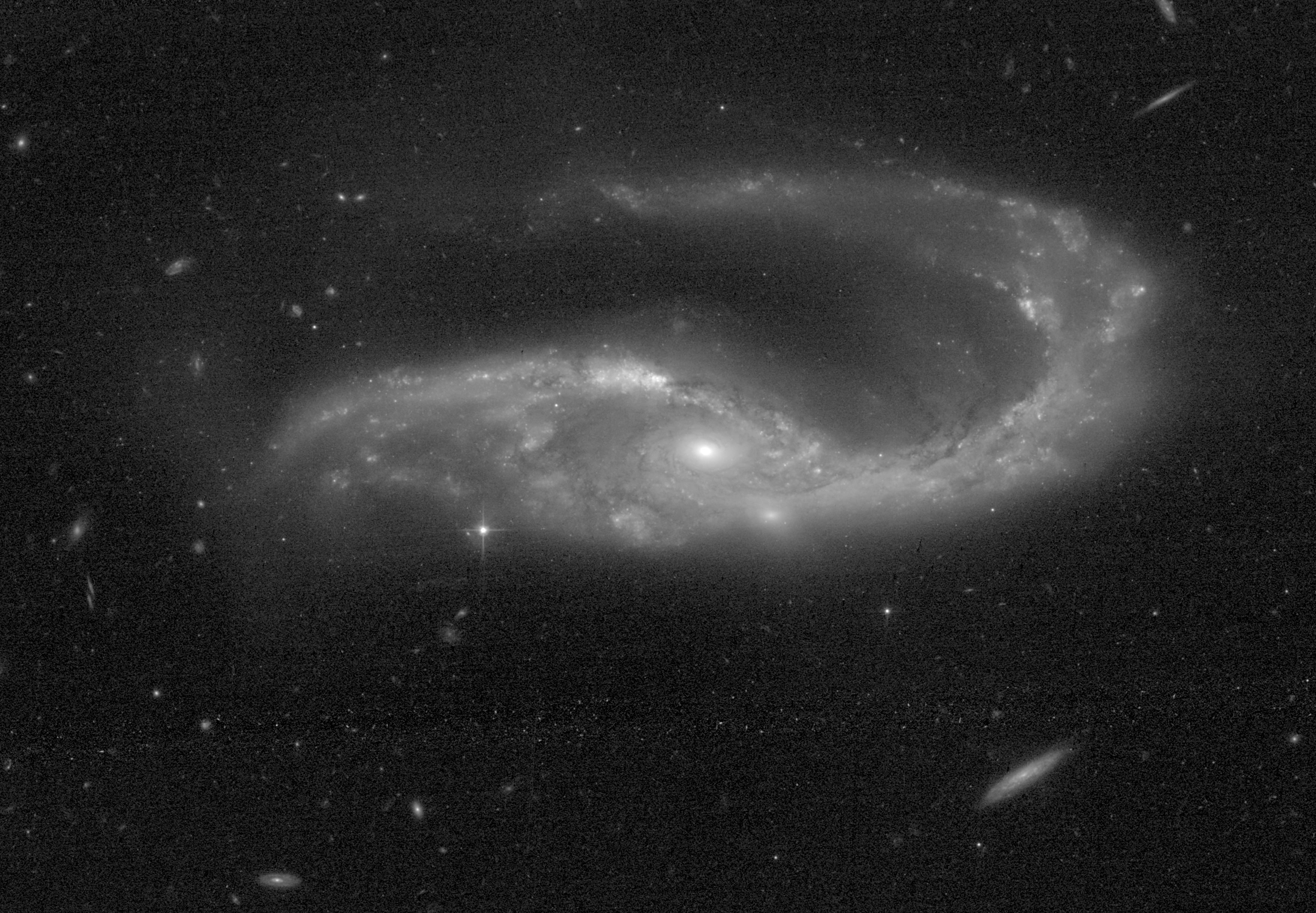
Aufnahme mithilfe des Hubble-Weltraumteleskops